# (2178) Kazakhstania
(2178) Kazakhstania ist ein Asteroid des inneren Hauptgürtels, der von dem sowjetischen Astronomen Nikolai Tschernych am 11. September 1972 am Krim-Observatorium in Nautschnyj (IAU-Code 095) entdeckt wurde. Beobachtungen des Asteroiden hatte es vorher schon im Oktober 1949 an der Landessternwarte Heidelberg-Königstuhl unter der vorläufigen Bezeichnung 1949 UC gegeben.
Der mittlere Durchmesser des Asteroiden wurde mit 4,313 (±0,071) km berechnet.
Mittlere Sonnenentfernung (große Halbachse), Exzentrizität und Neigung der Bahnebene des Asteroiden ähneln grob den Bahndaten der Mitglieder der Flora-Familie, einer großen Gruppe von Asteroiden, die nach (8) Flora benannt ist. Asteroiden dieser Familie bewegen sich in einer Bahnresonanz von 4:9 mit dem Planeten Mars um die Sonne. Die Gruppe wird auch Ariadne-Familie genannt, nach dem Asteroiden (43) Ariadne.
Nach der SMASS-Klassifikation (Small Main-Belt Asteroid Spectroscopic Survey) wurde bei einer spektroskopischen Untersuchung von Gianluca Masi, Sergio Foglia und Richard P. Binzel bei (2178) Kazakhstania von einer hellen Oberfläche ausgegangen, es könnte sich also, grob gesehen, um einen S-Asteroiden handeln, die Albedo von 0,415 (±0,074) lässt tatsächlich auf eine für Asteroiden eher helle Oberfläche schließen.
Am 1. Oktober 1979 wurde aufgrund von weiteren Beobachtungen aus den Jahren 1975 bis 1978 eine Nummer für den Asteroiden vergeben. Am 1. April 1980 wurde (2178) Kazakhstania nach der Kasachischen Sozialistischen Sowjetrepublik benannt.

## Mond S/2018 (2178) 1
Im Jahr 2018 wurde bei (2178) Kazakhstania festgestellt, dass der Asteroid in 8 km Entfernung einen Begleiter hat, der knapp ein Viertel seiner Größe aufweist, und zwar 1,08 km. Der Mond braucht für eine Umlaufbahn um (2047) Smetana circa 0,771 Tage. Der Begleiter erhielt die vorläufige Bezeichnung S/2018 (2178) 1.